# Пензятка (село)
Пензя́тка — село в Лямбирском районе Республики Мордовия, административный центр Пензятского сельского поселения.

## География
Село расположено примерно в 15 км от райцентра — села Лямбирь, ближайшая железнодорожная станция Саранск в 19 километрах.

## История
Село было основано в связи со строительством Саранской крепости. Названа по реке Пензятка (примерный перевод — конец заболоченной реки). В 1642 году из Темникова были переведены 40 служилых татар и мурз. Им были отведены четыре усадьбища, на которых обосновались поселения Пензятка, Лямбирь, Щербаково, Черемишево.
Постановлением Пензенского губисполкома от 1.1.1919 Пензятская волость из Инсарского уезда передана в Саранский уезд. С 16.7.1928 — в составе Саранского района (Мордовский округ Средне-Волжской области, с 10.1.1930 — в Мордовской АО).
С 20.7.1933 — в составе Лямбирского (19.2.1963 — 29.12.1966 — Ромодановского) района.

## Население
| 2002 | 2006  | 2010  |
| ---- | ----- | ----- |
| 1124 | ↗1190 | ↗1257 |

- Татары — 1156 человек
- Русские — 89 человек
- Мордва — 12 человек

## Религия
9 сентября 2007 в селе Пензятка была открыта новая сельская мечеть «Закия».

## Улицы
- ул. Казанская
- ул. Московская
- ул. Юбилейная
- ул. Саранская
- ул. Совхозная
- ул. Садовая
- ул. им. Баляева А. А.
- ул. Горьковская
- ул. Спортивная

## Главы села
- Раиса Фёдоровна Курмакаева — глава сельского поселения (2000—2015)
- Казаков Радик Хамзеевич — глава сельского поселения (2015 — 2019)
- Казицин Сергей Васильевич - Глава сельского поселения (2019 - 2021)
- Искандяров Руслан Маратович- Глава сельского поселения (2021 - по н.в.)

## Известные уроженцы
- Баляев, Асым Айзятуллович (1923—1983) — Герой Советского Союза.